# Saint-Germain-l'Aiguiller
Saint-Germain-l'Aiguiller era una comuna francesa situada en el departamento de Vandea, de la región de Países del Loira, que el 1 de enero de 2016 pasó a ser una comuna delegada de la comuna nueva de Mouilleron-Saint-Germain al fusionarse con la comuna de Mouilleron-en-Pareds.

## Demografía
| Gráfica de evolución demográfica de Saint-Germain-l'Aiguiller entre 1800 y 2014 |
|                                                                                 |

Los datos demográficos contemplados en este gráfico de la comuna de Saint-Germain-l'Aiguiller se han cogido de 1800 a 1999 de la página francesa EHESS/Cassini, y los demás datos de la página del INSEE.